# Irene Worth
Irene Worth (de son nom de naissance Harriet Elizabeth Abrams) est une actrice américaine née le 23 juin 1916 à Fairbury, Nebraska, et morte le 9 mars 2002 à New York. Elle a travaillé au cinéma et au théâtre.

## Biographie
Elle est originaire d'une famille mennonite. Ses parents, Agnes Thiessen et Henry Abrams, sont éducateurs. Elle a elle-même été enseignante en maternelle, après des études à UCLA avant d'entamer une carrière sur les planches, pour laquelle elle alla vivre au Royaume-Uni à partir de 1944.
Elle rejoignit d'abord la troupe du Théâtre Old Vic à Londres, en 1951, et participa au premier Festival de Stratford du Canada en 1952. Elle travailla avec Tyrone Guthrie et Alec Guinness.
En 1962, elle rejoignit la Royal Shakespeare Company puis remporta le premier de ses trois Tony Awards en 1965 pour son rôle dans Tiny Alice d'Edward Albee et rejoignit ensuite le Royal National Theatre.
Elle revint ensuite en Amérique du Nord où elle passa la majorité des années 70 : elle joua notamment dans Doux oiseau de jeunesse de Tennessee Williams avec Christopher Walken, rôle pour lequel elle obtint son deuxième Tony Award. Pendant cette période, elle joua notamment aux côtés de Raúl Juliá, Mary Beth Hurt, Ian McKellen et d'une Meryl Streep débutante. Elle remporta un troisième Tony Award, en 1991, pour son interprétation dans Lost in Yonkers de Neil Simon.
Elle succomba à l'âge de 85 ans d'une attaque cardiaque. Lors de son enterrement, plusieurs personnalités firent une oraison funèbre à sa mémoire, notamment Edward Albee, Christopher Walken, Mercedes Ruehl, Meryl Streep et Alan Rickman.

## Filmographie partielle

### Cinéma
- 1948 : Un autre rivage (Another Shore) de Charles Crichton
- 1958 : Ordres d'exécution d'Anthony Asquith
- 1959 : Le Bouc émissaire de Robert Hamer
- 1962 : Le Corsaire de la reine
- 1971 : Nicolas et Alexandra
- 1971 : Le Roi Lear (King Lear)
- 1979 : Rich Kids de Robert Milton Young
- 1981 : L'Œil du témoin
- 1982 : Piège mortel
- 1993 : Lost in Yonkers
- 1999 : Onegin

## Distinctions
- Élevée à la distinction de Commandeur de l'Ordre de l'Empire britannique (CBE) en 1975

### Récompenses
- BAFTA Award
  - British Academy Film Award de la meilleure actrice britannique 1959 (Ordres d'exécution)
- Tony Award
  - Tony Award de la meilleure actrice dans une pièce 1965 (Tiny Alice) et 1976 (Doux oiseau de jeunesse)
  - Tony Award de la meilleure actrice dans un second rôle dans une pièce 1991 (Lost in Yonkers)
- Drama Desk Award
  - Meilleure actrice dans une pièce 1977 (The Cherry Orchard)
  - Meilleure actrice dans un second rôle dans une pièce 1991 (Lost in Yonkers)
- Obie Award
  - Meilleure performance 1982 (The Chalk Garden)

### Nominations
- Saturn Award :
  - Nommée au Saturn Award de la meilleure actrice dans un second rôle 1983 (Piège mortel)
- Chicago Film Critics Association Award :
  - Nommée au CFCA Award de la meilleure actrice dans un second rôle 1994 (Lost in Yonkers)
- Emmy Award
  - Nommée au Primetime Emmy Award de la meilleure actrice invitée dans une série télévisée comique 1996 (Remember WENN)
  - Nommée au Primetime Emmy Award de la meilleure actrice dans un second rôle dans une mini-série ou un téléfilm 1990 (The Shell Seekers)